# Точки Лагранжа
Точки Лагра́нжа, точки либра́ции (лат. librātiō — раскачивание) или L-точки — точки в пространстве динамичной  системы из двух массивных тел и третьего тела с пренебрежимо малой массой, в которых сумма гравитационных сил и центробежной силы, действующих на третье тело, равна нулю. Тело в этих точках может оставаться относительно неподвижным.
Более точно точки Лагранжа представляют собой частный случай при решении так называемой ограниченной задачи трёх тел — когда орбиты всех тел являются круговыми и масса одного из них намного меньше массы любого из двух других. В этом случае можно считать, что два массивных тела обращаются вокруг их общего центра масс с постоянной угловой скоростью. В пространстве вокруг них существуют пять точек, в которых третье тело с пренебрежимо малой массой может оставаться неподвижным во вращающейся системе отсчёта, связанной с массивными телами. В этих точках гравитационные силы, действующие на малое тело, уравновешиваются центробежной силой.
Точки Лагранжа получили своё название в честь математика Жозефа Луи Лагранжа, который первым в 1772 году привёл решение математической задачи, из которого следовало существование этих особых точек.

## Расположение точек Лагранжа
Все точки Лагранжа лежат в плоскости орбит массивных тел и обозначаются заглавной латинской буквой L с числовым индексом от 1 до 5. Первые три точки расположены на линии, проходящей через оба массивных тела. Эти точки Лагранжа называются коллинеарными и обозначаются L1, L2 и L3. Точки L4 и L5 называются треугольными или троянскими. Точки L1, L2, L3 являются точками неустойчивого равновесия, в точках L4 и L5 равновесие устойчивое.
L1 находится между двумя телами системы, ближе к менее массивному телу; L2 — снаружи, за менее массивным телом; и L3 — за более массивным. В системе координат с началом отсчёта в центре масс системы и с осью, направленной от центра масс к менее массивному телу, координаты этих точек в первом приближении по α рассчитываются с помощью следующих формул:
{\displaystyle r_{1}=\left(R\left[1-\left({\frac {\alpha }{3}}\right)^{1/3}\right],0\right)}
{\displaystyle r_{2}=\left(R\left[1+\left({\frac {\alpha }{3}}\right)^{1/3}\right],0\right)}
{\displaystyle r_{3}=\left(-R\left[1+{\frac {5}{12}}\alpha \right],0\right)}
где {\displaystyle \alpha ={\frac {M_{2}}{M_{1}+M_{2}}}},
R — расстояние между телами,
M1 — масса более массивного тела,
M2 — масса второго тела.

### L1
Точка L1 лежит на прямой, соединяющей два тела с массами M1 и M2 (M1 > M2), и находится между ними, вблизи второго тела. Её наличие обусловлено тем, что гравитация тела M2 частично компенсирует гравитацию тела M1. При этом чем больше M2, тем дальше от него будет располагаться эта точка.
Пример: Объекты, которые движутся вокруг Солнца ближе, чем Земля, как правило, имеют меньшие орбитальные периоды, чем у Земли, если они не входят в зону влияния земного притяжения. Если объект находится непосредственно между Землёй и Солнцем, то действие земной силы тяжести отчасти компенсирует влияние гравитации Солнца, за счёт этого происходит увеличение орбитального периода объекта. Причём чем ближе к Земле находится объект, тем сильнее этот эффект. И наконец, на определённом приближении к планете — в точке L1 — действие земной силы тяжести уравновешивает влияние солнечной гравитации настолько, что период обращения объекта вокруг Солнца становится равным периоду обращения Земли. Для нашей планеты расстояние до точки L1 составляет около 1,5 млн км. Притяжение Солнца здесь (118 мкм/с²) на 2 % сильнее, чем на орбите Земли (116 мкм/с²), тогда как снижение требуемой центростремительной силы вдвое меньше (59 мкм/с²). Сумма этих двух эффектов уравновешивается притяжением Земли, которое составляет здесь также 177 мкм/с².

#### Использование
В системе Солнце — Земля точка L1 может быть идеальным местом для размещения космической обсерватории для наблюдения Солнца, которое в этом месте никогда не перекрывается ни Землёй, ни Луной. Первым аппаратом, работавшим вблизи этой точки, был запущенный 12 августа 1978 года аппарат ISEE-3. Аппарат вышел на периодическую гало-орбиту вокруг этой точки 20 ноября 1978 года и был сведён с этой орбиты 10 июня 1982 года (для исполнения новых задач). На такой же орбите с мая 1996 года работает аппарат SOHO. Аппараты ACE, WIND и DSCOVR находятся на квазипериодических орбитах Лиссажу́ близ этой же точки, соответственно, с 12 декабря 1997, 16 ноября 2001 и 8 июня 2015 года. В 2016—2017 годах также в окрестностях этой точки проводил эксперименты аппарат LISA Pathfinder.
Лунная точка L1 (в системе Земля — Луна; удалена от центра Земли примерно на 315 тыс. км) может стать идеальным местом для строительства космической пилотируемой орбитальной станции, которая, располагаясь на пути между Землёй и Луной, позволила бы легко добраться до Луны с минимальными затратами топлива и стать ключевым узлом грузового потока между Землёй и её спутником.

### L2
Точка L2 лежит на прямой, соединяющей два тела с массами M1 и M2 (M1 > M2), и находится за телом с меньшей массой. Точки L1 и L2 располагаются на одной линии и в пределе M1 ≫ M2 симметричны относительно M2. В точке L2 гравитационные силы, действующие на тело, компенсируют действие центробежных сил во вращающейся системе отсчёта.
Пример: у объектов, расположенных за орбитой Земли (от Солнца), орбитальный период почти всегда больше, чем у Земли. Но дополнительное влияние на объект силы тяжести Земли, помимо действия солнечной гравитации, приводит к увеличению скорости вращения и уменьшению времени оборота вокруг Солнца, в результате в точке L2 орбитальный период объекта становится равным орбитальному периоду Земли.
Если M2 много меньше по массе, чем M1, то точки L1 и L2 находятся от тела M2 на примерно одинаковом расстоянии r, равном радиусу сферы Хилла:
{\displaystyle r\approx R{\sqrt[{3}]{\frac {M_{2}}{3M_{1}}}},}
где R — расстояние между компонентами системы.
Это расстояние можно описать как радиус круговой орбиты вокруг M2, для которой период обращения в отсутствие M1 в {\displaystyle {\sqrt {3}}\approx 1{,}73} раза меньше, чем период обращения M2 вокруг M1.

#### Использование
Точка L2 системы Солнце — Земля (1 500 000 км от Земли) является идеальным местом для расположения орбитальных космических обсерваторий и телескопов. Поскольку объект в точке L2 способен длительное время сохранять свою ориентацию относительно Солнца и Земли, производить его экранирование и калибровку становится гораздо проще. Однако эта точка расположена немного дальше земной тени (в области полутени), так что солнечная радиация блокируется не полностью. На гало-орбитах вокруг этой точки на 2024 год располагались аппараты «Gaia» и «Спектр-РГ». Ранее там действовали такие телескопы, как «Планк» и «Гершель». С 2022 года это место расположения телескопа «Джеймс Уэбб» — крупнейшего космического телескопа в истории.
Точка L2 системы Земля — Луна (61 500 км от Луны) может использоваться для обеспечения спутниковой связи с объектами на обратной стороне Луны; впервые эту возможность реализовал в 2018 году китайский спутник «Цюэцяо», ретранслятор первой в истории миссии на обратной стороне Луны «Чанъэ-4».

### L3
Точка L3 лежит на прямой, соединяющей два тела с массами M1 и M2 (M1 > M2), и находится за телом с большей массой. Так же, как для точки L2, в этой точке гравитационные силы компенсируют действие центробежных сил.
Пример: точка L3 в системе Солнце — Земля находится за Солнцем, на противоположной стороне земной орбиты. Однако, несмотря на свою малую (по сравнению с солнечной) гравитацию, Земля всё же оказывает там небольшое влияние, поэтому точка L3 находится не на самой орбите Земли, а чуть ближе к Солнцу (на 263 км, или около 0,0002 %), так как вращение происходит не вокруг Солнца, а вокруг барицентра. В результате в точке L3 достигается такое сочетание гравитации Солнца и Земли, что объекты, находящиеся в этой точке, движутся с таким же орбитальным периодом, как и наша планета.
До начала космической эры среди писателей-фантастов была очень популярна идея о существовании на противоположной стороне земной орбиты в точке L3 другой аналогичной ей планеты, называемой «Противоземлёй», которая из-за своего расположения была недоступна для прямых наблюдений. Однако на самом деле из-за гравитационного влияния других планет точка L3 в системе Солнце — Земля является крайне неустойчивой. Так, во время гелиоцентрических соединений Земли и Венеры по разные стороны Солнца, которые случаются каждые 20 месяцев, Венера находится всего в 0,3 а. е. от точки L3 и таким образом оказывает очень серьёзное влияние на её расположение относительно земной орбиты. Кроме того, из-за движения Солнца вокруг центра масс системы Солнце — Юпитер, при котором оно последовательно занимает положение по разные стороны от этой точки, и эллиптичности земной орбиты, так называемая «Противоземля» всё равно время от времени была бы доступна для наблюдений и обязательно была бы замечена. Ещё одним эффектом, выдающим её существование, была бы её собственная гравитация: влияние тела размером уже порядка 150 км и более на орбиты других планет было бы заметно. С появлением возможности производить наблюдения с помощью космических аппаратов и зондов было достоверно показано, что в этой точке нет объектов размером более 100 м.
Орбитальные космические аппараты и спутники, расположенные вблизи точки L3, могут постоянно следить за различными формами активности на поверхности Солнца — в частности, за появлением новых пятен или вспышек, — и оперативно передавать информацию на Землю (например, в рамках системы раннего предупреждения о космической погоде NOAA Space Weather Prediction Center). Кроме того, информация с таких спутников может быть использована для обеспечения безопасности дальних пилотируемых полётов, например к Марсу или астероидам. В 2010 году были изучены несколько вариантов запуска подобного спутника

### L4и L5
Если на основе линии, соединяющей оба тела системы, построить два равносторонних треугольника, две вершины которых соответствуют центрам тел M1 и M2, то точки L4 и L5 будут соответствовать положению третьих вершин этих треугольников, расположенных в плоскости орбиты второго тела в 60 градусах впереди и позади него.
Наличие этих точек и их высокая стабильность обусловливается тем, что, поскольку расстояния до двух тел в этих точках одинаковы, то силы притяжения со стороны двух массивных тел соотносятся в той же пропорции, что их массы, и таким образом результирующая сила направлена на центр масс системы; кроме того, геометрия треугольника сил подтверждает, что результирующее ускорение связано с расстоянием до центра масс той же пропорцией, что и для двух массивных тел. Так как центр масс является одновременно и центром вращения системы, результирующая сила точно соответствует той, которая нужна для удержания тела в точке Лагранжа в орбитальном равновесии с остальной системой. (На самом деле, масса третьего тела и не должна быть пренебрежимо малой). Данная треугольная конфигурация была обнаружена Лагранжем во время работы над задачей трёх тел. Точки L4 и L5 называют треугольными (в отличие от коллинеарных).
Также точки называют троянскими: это название происходит от троянских астероидов Юпитера, которые являются самым ярким примером проявления этих точек. Они были названы в честь героев Троянской войны из «Илиады» Гомера, причём астероиды в точке L4 получают имена греков, а в точке L5 — защитников Трои; поэтому их теперь так и называют «греками» (или «ахейцами») и «троянцами».
Расстояния от центра масс системы до этих точек в прямоугольной координатной системе с центром координат в центре масс системы и осью Х, направленной от первого тела ко второму, рассчитываются по следующим формулам:
{\displaystyle r_{4}=\left({\frac {R}{2}}\beta ,{\frac {{\sqrt {3}}R}{2}}\right),}
{\displaystyle r_{5}=\left({\frac {R}{2}}\beta ,-{\frac {{\sqrt {3}}R}{2}}\right),}
где
{\displaystyle \beta ={\frac {M_{1}-M_{2}}{M_{1}+M_{2}}}},
R — расстояние между телами,
M1 — масса более массивного тела,
M2 — масса второго тела.

Так, в системе Солнце — Земля точки Лагранжа имеют следующие координаты (если пренебречь отклонением орбит от круговых).
L1 = (1,48104 ⋅ 1011, 0) м;
L2 = (1,51092 ⋅ 1011, 0) м;
L3 = (−1,49598 ⋅ 1011, 0) м;
L4 = (7,47985 ⋅ 1010, 1,29556 ⋅ 1011) м;
L5 = (7,47985 ⋅ 1010, −1,29556 ⋅ 1011) м.
Примеры:
- В 2010 году в системе Солнце — Земля в троянской точке L4 обнаружен астероид 2010 TK7[14], а в 2020 году — 2020 XL5[15]. В L5 пока не обнаружено троянских астероидов, но там наблюдается довольно большое скопление межпланетной пыли.
- По некоторым наблюдениям, в точках L4 и L5 системы Земля — Луна находятся очень разреженные скопления межпланетной пыли — облака Кордылевского.
- В системе Солнце — Юпитер в окрестностях точек L4 и L5 находятся так называемые троянские астероиды. По состоянию на 21 октября 2010 известно около четырёх с половиной тысяч астероидов в точках L4 и L5[16].
- Троянские астероиды в точках L4 и L5 есть не только у Юпитера, но и у других планет-гигантов[17].
- Другим интересным примером является спутник Сатурна Тефия, в точках L4 и L5 которой находятся два небольших спутника — Телесто и Калипсо. Ещё одна пара спутников известна в системе Сатурн — Диона: Елена в точке L4 и Полидевк в точке L5. Тефия и Диона в сотни раз массивнее своих «подопечных», и гораздо легче Сатурна, что делает систему стабильной.
- Один из сценариев модели ударного формирования Луны предполагает, что гипотетическая протопланета (планетезималь) Тейя, в результате столкновения которой с Землёй образовалась Луна, сформировалась в точке Лагранжа L4 или L5 системы Солнце — Земля[18].
- Первоначально считалось, что в системе Kepler-223 две из четырёх планет обращаются вокруг своего солнца по одной орбите на расстоянии 60 градусов[19]. Однако дальнейшие исследования показали, что данная система не содержит коорбитальных планет[20].

## Равновесие в точках Лагранжа
Тела, помещённые в коллинеарных точках Лагранжа, находятся в неустойчивом равновесии. Например, если объект в точке L1 слегка смещается вдоль прямой, соединяющей два массивных тела, сила, притягивающая его к тому телу, к которому оно приближается, увеличивается, а сила притяжения со стороны другого тела, наоборот, уменьшается. В результате объект будет всё больше удаляться от положения равновесия.
Такая особенность поведения тел в окрестностях точки L1 играет важную роль в тесных двойных звёздных системах. Полости Роша компонент таких систем соприкасаются в точке L1, поэтому, когда одна из звёзд-компаньонов в процессе эволюции заполняет свою полость Роша, вещество перетекает с одной звезды на другую именно через окрестности точки Лагранжа L1.
Несмотря на это, существуют стабильные замкнутые орбиты (во вращающейся системе координат) вокруг коллинеарных точек либрации, по крайней мере, в случае задачи трёх тел. Если на движение влияют и другие тела (как это происходит в Солнечной системе), вместо замкнутых орбит объект будет двигаться по квазипериодическим орбитам, имеющим форму фигур Лиссажу. Несмотря на неустойчивость такой орбиты, космический аппарат может оставаться на ней в течение длительного времени, затрачивая относительно небольшое количество топлива.
В отличие от коллинеарных точек либрации, в троянских точках обеспечивается устойчивое равновесие, если M1/M2 > 24,96. При смещении объекта возникают силы Кориолиса, которые искривляют траекторию, и объект движется по устойчивой орбите вокруг точки либрации. Амплитуда этих осцилляций вокруг точки либрации может быть довольно значительной; так, некоторые астероиды-троянцы на орбите Юпитера колеблются по долготе на 20 градусов. Отношения масс большинства пар гравитационно связанных объектов в Солнечной системе удовлетворяют указанному неравенству (например, отношение масс Солнце:Юпитер составляет около 1000, Земля:Луна — около 81); исключением является пара Плутон — Харон, в которой отношение масс равно 8,6. Таким образом, в паре Плутон — Харон отсутствуют устойчивые треугольные точки либрации.
Граничное отношение масс (≈1/25) между устойчивым и неустойчивым поведением частицы вблизи троянской точки либрации входит в текущее официальное рабочее определение экзопланеты, используемое комиссией F2 «Экзопланеты и Солнечная система» Международного астрономического союза; экзопланетой считается тело, которое, в частности, имеет массу менее 1/25 массы тела, вокруг которого оно обращается.

## Практическое применение
Исследователи в области космонавтики давно уже обратили внимание на точки Лагранжа. Например, в точке L1 системы Земля — Солнце удобно разместить космическую солнечную обсерваторию — она никогда не будет попадать в тень Земли, а значит, наблюдения могут вестись непрерывно. Точка L2 подходит для космического телескопа — здесь Земля почти полностью заслоняет солнечный свет, да и сама не мешает наблюдениям, поскольку обращена к L2 неосвещённой стороной. Точка L1 системы Земля — Луна удобна для размещения ретрансляционной станции в период освоения Луны. Она будет находиться в зоне прямой видимости для большей части обращённого к Земле полушария Луны, а для связи с ней понадобятся передатчики в десятки раз менее мощные, чем для связи с Землёй.
В настоящее время несколько космических аппаратов, в первую очередь, астрофизических обсерваторий, размещены или планируются к размещению в различных точках Лагранжа Солнечной системы:
Точка L1 системы Земля — Солнце:
- «ISEE-3» (International Cometary Explorer, запущен в 1978 году)
- Космический аппарат «WIND», предназначенный для исследования солнечного ветра (запущен в 1994 году).
- «SOHO» (англ. Solar and Heliospheric Observatory, «Солнечная и гелиосферная обсерватория») (запущен в 1995 году).
- Advanced Composition Explorer (запущен в 1997 году).
- «Genesis» — космический аппарат НАСА, предназначенный для сбора и доставки на Землю образцов солнечного ветра. В 2001 году запущен на орбиту вокруг точки Лагранжа L1 с последующим облётом точки L2 (вернулся на Землю в 2004 году)[26].
- Космическая обсерватория «DSCOVR» (запущена в 2015 году).
- «LISA Pathfinder», запущенная в 2015 году, осуществляла проверку технологий, необходимых для планируемой постройки будущей гравитационной обсерватории «eLISA».
- «Aditya-L1», индийская солнечная обсерватория (запущена в 2023 году).
- Лазерная интерферометрическая космическая антенна «eLISA» предназначена для регистрации гравитационных волн и проверки общей теории относительности (запуск запланирован на 2034 год).

Точка L2 системы Земля — Солнце:
- Космический аппарат «WMAP», изучающий реликтовое излучение (запущен в 2001 году).
- Космические телескопы «Гершель» и «Планк», (запущены в 2009 году)[27][28].
- Европейский телескоп «Gaia» (запущен в 2013 году).
- Космическая обсерватория «Спектр-РГ» (запущена в 2019 году)[29].
- Орбитальная инфракрасная обсерватория «Джеймс Уэбб» (запущена в 2021 году)[30].
- Космический телескоп «PLATO» также планируется разместить в точке L2[31] (запуск запланирован на 2026 год).

Другие точки Лагранжа:
- в сентябре-октябре 2009 года два аппарата «STEREO» совершили транзит через точки L4 и L5[32].
- «JIMO» (Jupiter Icy Moons Orbiter) — отменённый проект NASA по исследованию спутников Юпитера, который должен был активно использовать систему точек Лагранжа для перехода от одного спутника к другому с минимальными затратами топлива. Этот манёвр получил название «лестница Лагранжа»[33].
- «THEMIS» — несколько аппаратов вокруг точек L1 и L2 системы Земля — Луна
- ретрансляционный спутник «Цюэцяо», выведенный на орбиту 20 мая 2018 года с помощью ракеты «Чанчжэн-4C»[34], циркулирует по гало-орбите вокруг точки Лагранжа L2 системы Земля — Луна[35].

## Упоминание в культуре
Точки Лагранжа довольно популярны в научно-фантастических произведениях, посвящённых освоению космоса. Авторы часто помещают в них обитаемые или автоматические станции — см., например, «Возвращение к звёздам» Гарри Гаррисона, «Глубина в небе» Вернора Винджа, «Нейромант» Уильяма Гибсона, «Семиевие» Нила Стивенсона, телесериал «Вавилон-5», аниме «Mobile Suit Gundam», компьютерные игры Prey, Borderlands 2, Cyberpunk 2077 (место расположения казино «Хрустальный дворец») Lagrange Point.
Иногда в точки Лагранжа помещают и более интересные объекты — мусорные свалки («Единение разумов» Чарльза Шеффилда, «Нептунова арфа» Андрея Балабухи), инопланетные артефакты («Защитник» Ларри Нивена) и даже целые планеты («Планета, с которой не возвращаются» Пола Андерсона). Айзек Азимов предлагал отправлять в точки Лагранжа радиоактивные отходы («Вид с высоты»).
Московская пост-роковая группа Mooncake в 2008 году выпустила альбом Lagrange Points, на обложке которого схематически изображены все точки Лагранжа.